# Eve Beglarian
Eve Beglarian (* 22. Juli 1958 in Ann Arbor) ist eine US-amerikanische Komponistin, Performance-Künstlerin und Audioproduzentin.
Die Tochter des Komponisten Grant Beglarian studierte an der Princeton University und der Columbia University. Sie erhielt Kompositionsaufträge für Kammermusik-, Chor- und Orchesterwerke u. a. von The Los Angeles Master Chorale, dem American Composers Orchestra, den Bang on a Can All-Stars, der Chamber Music Society des Lincoln Center, der California EAR Unit, dem Orchestra of St. Luke's, des Paul Dresher Ensemble und von Musikern wie Maya Beiser, Lauren Flanigan, Sarah Cahill und Marya Martin.
Auf dem Gebiet des Musiktheaters arbeitete sie mit Lee Breuer (Mabou Mines’ Dollhouse, Animal Magnetism, Ecco Porco und Choephorai), Grethe Barret Holby (Hildegurls' Electric Ordo Virtutum), Kathleen Supové und Chen Shi-Zheng zusammen. Mit letzterem realisierte sie Forgiveness (mit dem No-Meister Akira Matsui) und an der Chinesischen Nationaloper Peking die Aufführung von The Bacchae.
Im Bereich des Tanztheaters waren ihre Partner Victoria Marks, Ann Carlson, Susan Marshall und David Neumann, auf dem Gebiet der visuellen und Videokunst Shirin Neshat, Cory Arcangel, Kevork Mourad, Vittoria Chierici, Barbara Hammer und Judson Wright. Zu ihren weiteren Arbeiten zählen u. a. eine „opera-in-progress“ (1999–2008) nach Stephen Kings The Man in the Black Suit (mit Grethe Barret Holby), ein Liedzyklus The Story of B (2001–2004) mit Phil Kline und A Book of Days (Konzeption: 2001, Material: ab 1984), ein Projekt mit 365 audiovisuellen Stücken für die Liveaufführung und das Internet.

## Werke
- Early in the Morning für Violine, Gitarre, Posaunenquartett, Klavier und Elektronik, 2010
- Waiting for Billy Floyd für Flöte, Klarinette, Violine, Cello, Klavier, Perkussion und Elektronik, 2010
- I'm Worried Now, but I won't be Worried Long für Violine und Elektronik, 2010
- Kaimos für Stimme, Elektronik und Violine, 2010
- I am Really a Very Simple Person für gemischten Chor, 2010
- Night Psalm für Klavier, 2009
- From Within and Outside a Bright Room für Stimmen, Perkussion und Elektronik, 2009
- Machaut in the Machine Age VI: Liement Me Deport für Chor und Mundharmonikas, 2009
- The Man in the Black Suit, Opera-in-progress, 1999, 2000, 2002, 2005, 2006, 2008
- Sang für gemischten Chor, Santur und Perkussion, 2007
- Osculati Fourniture für Stimme und ausgezeichnete Setars, 2007
- It Happens Like This für Sprecher und Cello, 2006
- I will not be sad in this World für Flöte und Elektronik, 2006
- Musik zu Choephorai von Aischylos für Stimmen, Bassflöte und Duduk, 2006
- Making Hey für Sprecher, Bass, Klavier und Perkussion, 2006
- Atque Semper für Flöte, Horn, Gitarre, Bass und Klavier, 2006
- I am writing to you from a far-off Country für Cello, Elektronik und Video, 2005
- My Heart is Trembling für Stimme und Elektronik, 2005
- Untitled Interior für Stimme und Elektronik, 2005
- Machaut in the age of Motown für Sopransaxophon, Klarinette, Violine, Bass, Glocken, Vibraphon, Klavier und Schlagzeug, 2005
- Flamingo für drei Ensemble, 1995, 2004
- The Story of B für Stimmen, Flöte, Keyboards, Bass und Elektronik, 2001-04
- Take your Joy für gemischten Chor und Elektronik, 2004
- Musik zu Autodelete von Honour Kane für Stimmen, elektrische Gitarre, Sampler und Elektronik, 2004
- We Two für Stimmen, Gitarre und Schlagzeug, 2004
- Dust für Stimme und Elektronik, 2003
- Musik zu Mabou Mines' Dollhouse für Stimmen, Klavier und Elektronik, 2002-03
- Robin Redbreast für Stimme, Piccoloflöte und Elektronik (Text: Stanley Kunitz), 2003
- Be/Hold für Elektronik, 2003
- All U Got 2 Do für Orgel und Elektronik, 2003
- Lullaby für Frauenstimme, Klavier und Vibraphon, 2002
- The Bus Driver Didn't Change His Mind für Klarinette, Gitarre, Cello, Kontrabass, Perkussion, Klavier und Playback, 2002
- Musik zu Ecco Porco von Lee Breuer für Stimme und Pipa, 2001
- Five Things für Sprecher, Flöte und Fagott oder Saxophon, 2001
- Fireside für Klavier und Sprecher (Text: Ruth Crawford), 2001
- Until it blazes für Klavier oder Gitarre, 2001 (Interpretiert 2008 auf The Stroke that kills von Seth Josel)
- Cave für Sprecher, Flöte, Klarinette, Violine, Cello, Perkussion, Klavier und Tonband (Text: Eileen Myles), 2001
- All Ways für Stimme und Klavier (Text: Stephen King), 2001
- Do not be concerned für Sprecher und Keyboard, 2001
- A Book of Days, ab 2001
- The Continuous Life für Orchester und aufgezeichneten Klang, 2000
- Musik zum Film History Lessons von Barbara Hammer, 2000
- Musik zum Stück Animal Magnetism von Terry O’Reilly für Stimmen, Violine, Bläser und Elektronik, 1997–2000
- Just a little more für Stimme, zwei Keyboards und Tonband, 2000
- Musik zu Forgiveness für Stimmen, Pipa, Piri, Perkussion und Elektronik, 1998–2000
- Not Worth für Stimme, zwei Bassklarinetten, Viola, Cello und Bass, 1999
- Written on the Body für Stimme, Keyboards und Elektronik (Text: Jeannette Winterson), 1999
- Open Secrets für architektonischen Raum, selbstgebaute Instrumente und Spielzeugklavier (mit Malcolm Holzman), 1998
- An Elk Revolt für Elektronik, 1998
- Hildegurls’ Electric Ordo Virtutum für vier Sänger und Elektronik (mit Lisa Bielawa, Kitty Brazelton und Elaine Kaplinsky), 1998
- Non-Jew für zwei Sprecher (Text: Ezra Pound), 1998
- Elf Again, 1998
- Father/Daughter Dance für Akkordeon und Elektronik (Choreographie: Victoria Marks), 1998
- Boy Toy/Toy Boy für zwei Keyboards und Elektronik, 1997
- Play Nice für Harfe und Vibraphone oder Kinderklavier, 1997
- Creating the World für Violine, Fagott, Gitarre, elektronisches Keyboard und Perkussion, 1996
- My Feelings Now für Stimme und Klavier, 1996
- Wonder Counselor für Orgel und Elektronik, 1996
- Musik zu The Bacchae für Männerchor und chinesisches Instrumentalensemble, 1996
- Landscaping for Privacy für Sprecher und Keyboards, 1995
- Wolf Chaser für Violine, Becken und Tonband, 1995
- Machaut in the Machine Age: Ay Mi!, 1995
- How I Like That Time für Violine, zwei Mbiras und Tonband, 1995
- No Man's Land für Stimme, Trommel und zwei elektronische Keyboards, 1995
- No, you are not alone (mit Ben Rubin und Mary Rodríguez) für Stimmen, Keyboard, Gitarre, Bass, Trommeln und Elektronik, 1994
- typOpera (mit Arthur Jarvinen und Jim Rohrig) für Stimmen und Elektronik, 1994
- The Marriage of Heaven & Hell für Stimme, Flöte, Saxophon, Oboe, Fagott, Viola, Cembalo, Klavier und Perkussion, 1994
- Enough für Sopran, Klavier und Bass, 1993
- Disappearance Act für Perkussion und Elektronik (Choreographie: Hilary Easton), 1993
- Machaut in the Machine Age II für Bass und Perkussion, 1993
- Lupie Montana's Shooting Script, Radio-Film (mit Denise Lanctot), 1993
- Dive Marker für Perkussion und Elektronik, 1992
- Under My Skin für Perkussion und Klänge, 1992
- Preciosilla für Flöte und Tonband, 1992
- Eloise Extensions für elektronisches Cello und Celloklänge, 1991
- Machaut a Go Go fürv Stimme, Altsaxophon, Horn, Posaune, elektrische Gitarre, Cello, elektrischer Bass, Harfe und Trommel, 1991
- Overstepping für Stimmen und Elektronik (Choreographie: Monica Lévy), 1991
- Eloise für elektronisches Cello und Celloklänge, 1990
- Machaut in the Machine Age I für Flöte, Klarinette, Violine, Cello, Klavier und Perkussion, 1990
- Gizmo für Stimme und Elektronik (für Cadney Wilkes), 1989
- Born Dancin’ für elektrisches Cello, Drum Machine und Schauspieler, 1989
- Miranda's Kiss für Klavier, 1989
- Your Face Here für Altsaxophon, Klavier, Stimmen und Tonband, 1988
- Making Sense of it für Flöte, Klarinette, Violine, Cello, Klavier, Perkussion und Tonband, 1987
- Maiden Songs: Sappho & Alkman für Stimmen, Barbitos und Klarinette, 1987
- The Garden of Cyros, elektronische Musik, 1984-86T
- Escape to the Stars, elektronische Musik,
- Machaut in the Machine Age I für Klavier und Perkussion, 1986
- Getting to Know the Weather für Baritonsaxophon, 1986
- Medea, sieben Chor-Oden, 1985
- Spherical Music für zwölf Marimbas, 1985
- A big enough Umbrella für Viola und Tonband, 1984
- Michael's Spoon für zwei Hörner und Tonband, 1984
- Fresh Air für Saxophonquartett und Tonband, 1983
- Clarinet Quartet, 1983
- Psalm 133 für gemischten Chor, 1983
- Five for Clarinet, 1982
- Music for Orchestra, 1981-82
- Three Love Songs für Mezzosopran, Klarinette, Viola und Klavier, 1981-82
- Quartettsatz für Streichquartett, 1981
- Making Hay für zwei Klaviere, 1980
- Uncle Wiggly für Viola und Tonband, 1980